# Uzumaki (film)
Pour plus de détails, voir Fiche technique et Distribution.
Uzumaki (うずまき) est un film japonais réalisé par Higuchinsky, sorti le 11 février 2000.
Il s'agit de l'adaptation live du manga de Junji Itō, Spirale.

## Synopsis
Un père de famille obsédé par les spirales, des évènements étranges et parfois terrifiants, des escargots géants aperçus distraitement… Non, décidément, rien ne tourne vraiment rond dans la petite ville de Kurouzu.

## Fiche technique
- Titre : Uzumaki
- Titre original : うずまき
- Réalisation : Higuchinsky
- Scénario : Kengo Kaji, Takao Nitta et Chika Yasuo, d'après le manga éponyme de Junji Itō
- Production : Sumiji Miyake, Dai Miyazaki
- Musique : Tetsuro Kashibuchi, Keiichi Suzuki
- Photographie : Gen Kobayashi
- Montage : Ryûji Miyajima
- Pays d'origine : Japon
- Format : Couleurs - 1,85:1 - Stéréo - 35 mm
- Genre : Horreur
- Durée : 90 minutes
- Date de sortie : 11 février 2000 (Japon)

## Distribution
- Eriko Hatsune : Kirie Goshima
- Fhi Fan : Shuichi Saito
- Hinako Saeki : Kyoko Sekino
- Shin Eun-kyung : Chie Marayama
- Keiko Takahashi : Yukie Saito
- Ren Osugi : Toshio Saito
- Denden : Officier Futada
- Masami Horiuchi : Reporter Ichiro Tamura
- Taro Suwa : Yasuo Goshima
- Tooru Teduka : Yokota Ikuo
- Sadao Abe : Mitsuru Yamaguchi
- Asumi Miwa : Shiho Ishikawa

## Autour du film
- Dans une scène, on voit un policier qui regarde l'affiche d'une personne recherchée. Sur cette dernière, il s'agit de la photo de Junji Itō, créateur du manga Spirale[réf. nécessaire].